# Ouzilly
Ouzilly település Franciaországban, Vienne megyében. Lakosainak száma 954 fő (2022. január 1.). Ouzilly Lencloître, Saint-Genest-d’Ambière, Scorbé-Clairvaux, Thurageau és Jaunay-Marigny községekkel határos.

## Népesség
A település népességének változása:
| Lakosok száma | 902  | 909  | 931  | 919  | 929  | 939  | 949  | 954  | 954  |
|               | 2013 | 2015 | 2016 | 2017 | 2018 | 2019 | 2020 | 2021 | 2022 |